# ان‌جی‌سی ۵۲۰۴
ان‌جی‌سی ۵۲۰۴ (انگلیسی: NGC 5204) نام یک کهکشان در صورت فلکی خرس بزرگ است.